# Country House
Pour un type de demeure campagnarde propre à la Grande-Bretagne, voir Château anglais.
Singles de Blur
End of a Century The Universal
Country house est le treizième single de Blur, extrait de l'album The Great Escape. À l'époque de sa sortie, le single fut en « compétition » avec le Roll With It du groupe rival de Blur, Oasis.

## Liste des titres
- CD1 (CDFOOD63)

1. Country house
2. One born every minute
3. To the end (La Comédie)

CD2 (CDFOODS63)
Live from Mile End Stadium, 17 juin 1995
1. Country house (live)
2. Girls & boys (live)
3. Parklife (live)
4. For tomorrow (live)

- 7″ (FOOD63)

1. Country house
2. One born every minute

- Cassette (TCFOOD63)

1. Country house
2. One born every minute

### Version japonaise
- CD (TOCP-8634)

1. Country house
2. One born every minute
3. To the end (La Comédie)
4. Charmless man

### Version australienne
- CD (8823382)

1. Country house
2. One born every minute
3. To the end (La Comédie)